# Cultura da Estônia

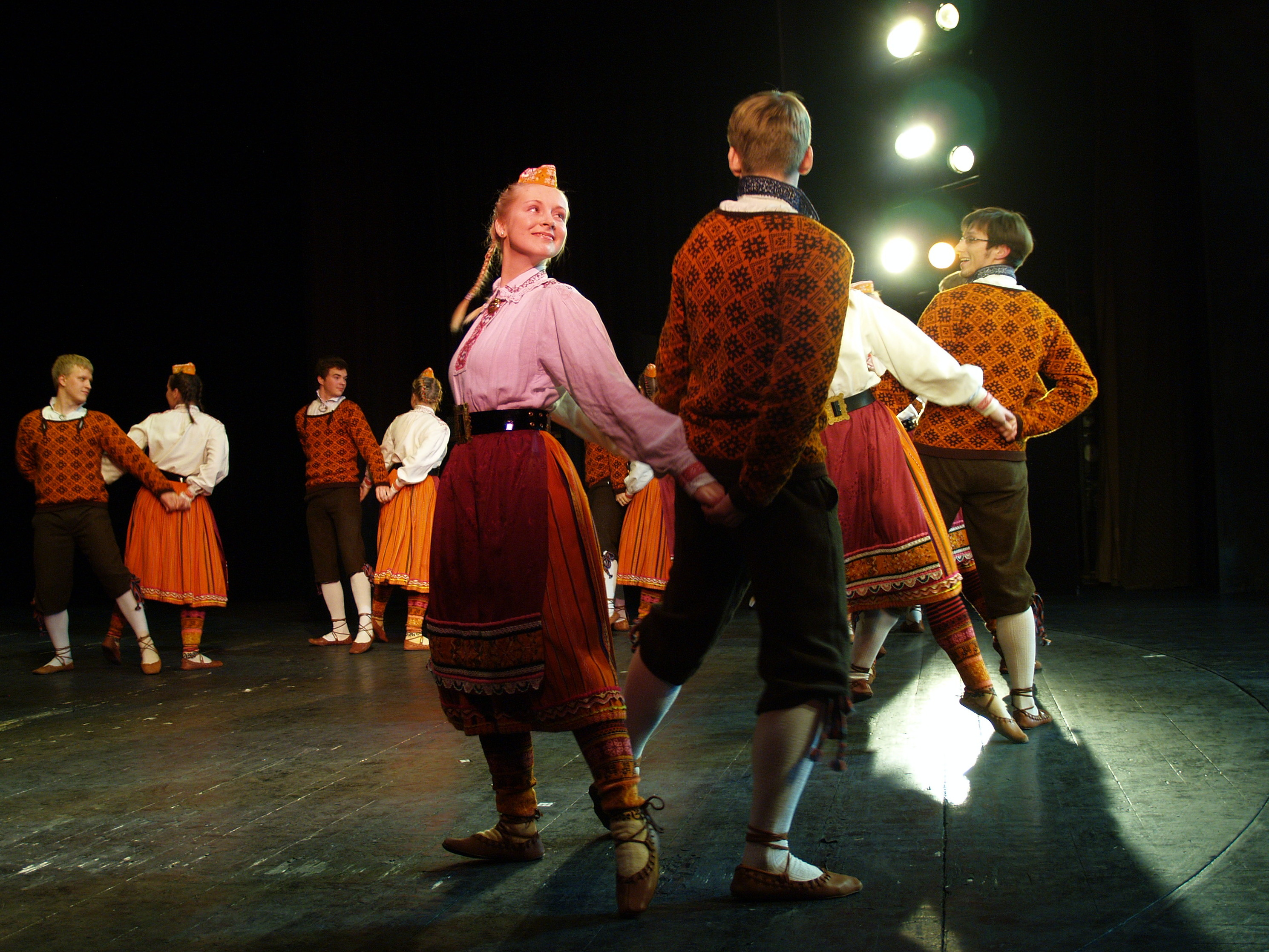
Dança folclórica.

A cultura da Estônia combina uma herança indígena representada pela língua nacional finlandesa da Estônia com aspectos culturais nórdicos e germânicos. A cultura da Estônia é considerada significativamente influenciada pela cultura do mundo germânico. Devido à sua história e geografia, a cultura da Estônia também foi influenciada pelas tradições de outros povos fínicos nas áreas adjacentes, bem como pelos germano-bálticos, bálticos e eslavos, além de desenvolvimentos culturais nas antigas potências dominantes, Suécia, Dinamarca e Rússia. Tradicionalmente, a Estônia tem sido vista como uma área de rivalidade entre a Europa ocidental e oriental em muitos níveis. Um exemplo desse legado geopolítico é uma combinação excepcional de múltiplas tradições cristãs reconhecidas nacionalmente: o cristianismo ocidental (a Igreja Católica e a Igreja Luterana Evangélica Estoniana) e o cristianismo oriental (a Igreja Ortodoxa Apostólica Estoniana). O simbolismo da fronteira ou encontro do leste e do oeste na Estônia foi bem ilustrado no verso da nota de 5 krooni. Como as culturas predominantes nos outros países nórdicos, a cultura estoniana pode ser vista como se construindo sobre realidades ambientais ascéticas e meios de vida tradicionais, uma herança de igualitarismo comparativamente generalizado decorrente de razões práticas (liberdade de circulação e sufrágio universal) e os ideais de proximidade com a natureza e auto-suficiência.

## Cinema
A taxa de público nos cinemas da Estônia está entre as mais baixas do mundo, mas o país é muito produtivo quando se trata de animação e documentário. Todo ano, no verão, é realizada uma edição do festival dedicado ao filme antropológico em Pärnu, e no inverno, o Festival de Cinema Black Nights é organizado em Tallinn. O cinema estoniano tem uma história rica que remonta a 1908, produzindo muitos filmes importantes, incluindo filmes mudos e modernos. Após a independência da Estônia em 1991, o cinema estoniano experimentou um renascimento e continuou a produzir obras relevantes e internacionalmente aclamadas, como "O Pianista Tocava Durante a Guerra" e "A Tentação de Santo Tony". O cinema estoniano reflete a cultura e a história do país e tem um futuro brilhante com muitos cineastas promissores.

## Desporto
No desporto (esporte), a Estónia é uma nação que não se pode ignorar. O ciclista Jaan Kirsipuu conta com vitórias em várias etapas do Tour de France. Nos Jogos Olímpicos de Sydney, em 2000, a medalha de ouro do decatlo foi ganha por Erki Nool. Nos desportos de Inverno os atletas estónios são bastante produtivos, tendo conseguido três medalhas, uma de ouro, uma de prata, e outra de bronze em Salt Lake City. Nos desportos motorizados, Markko Märtin, em rali, ganhou várias provas ao volante do Ford Focus WRC e com o Peugeot 307 em 2003, 2004 e 2005.

## Música
A música é indissociável da cultura nacional, sendo os estonianos chamados de "Povo cantante". O primeiro festival pan-estoniano de canto teve lugar em 1869 em Tartu, tendo-se reunido quase mil cantores e músicos vindos de todo o país. Hoje em dia, esta festa reúne trinta mil cantores e músicos, atingindo uma audiência de 200 000 pessoas[carece de fontes?]. Estas tradições serviram de inspiração em 1988 para a "Revolução cantante", e foi a cantar que a Estónia se libertou do jugo soviético. Em 2002, a Estónia foi o país anfitrião do festival da Eurovisão, após ter ganho a edição do ano anterior.

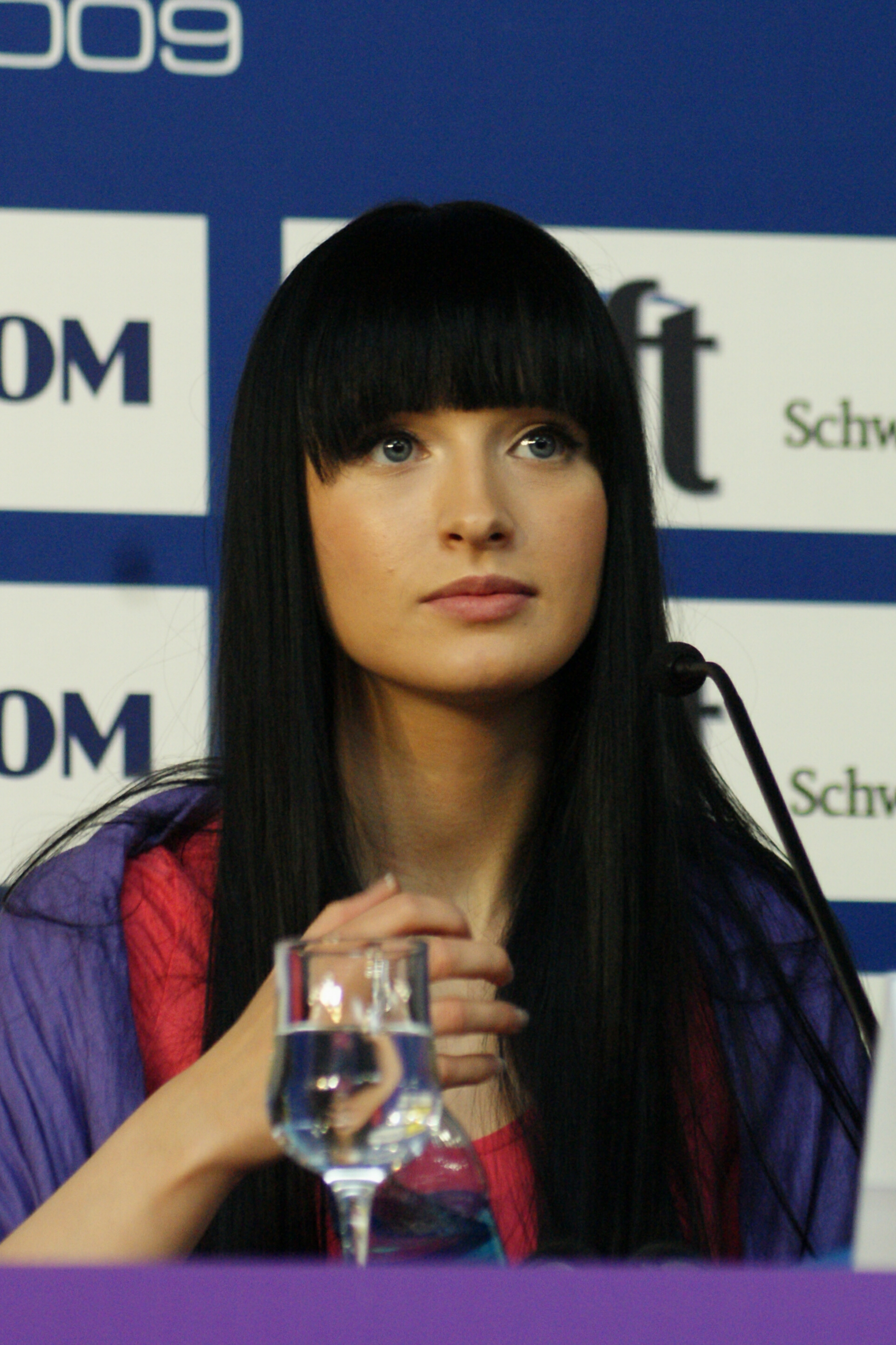
Sandra Nurmsalu, Urban Symphony
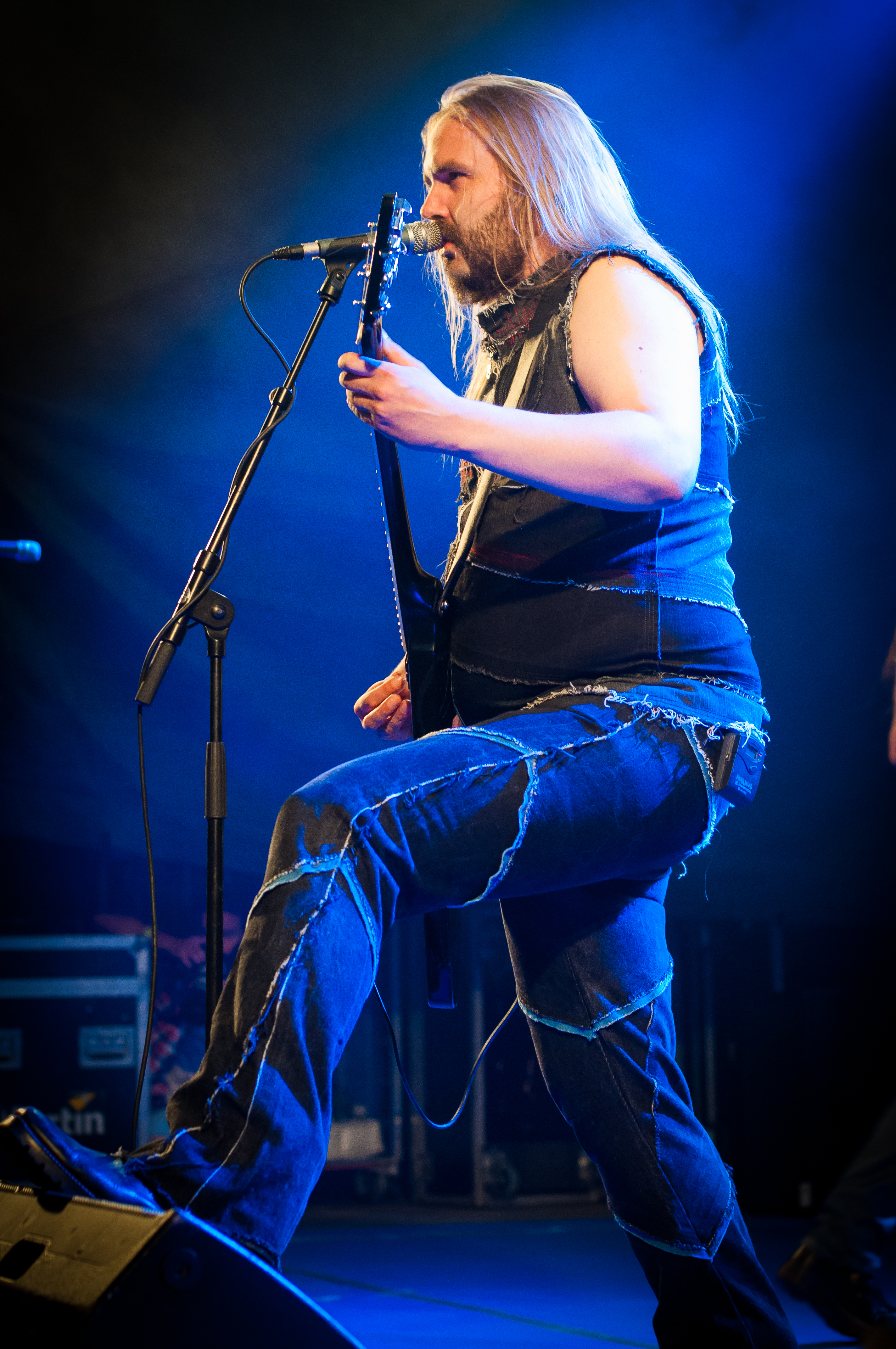
Markus Teeäär, Metsatöll
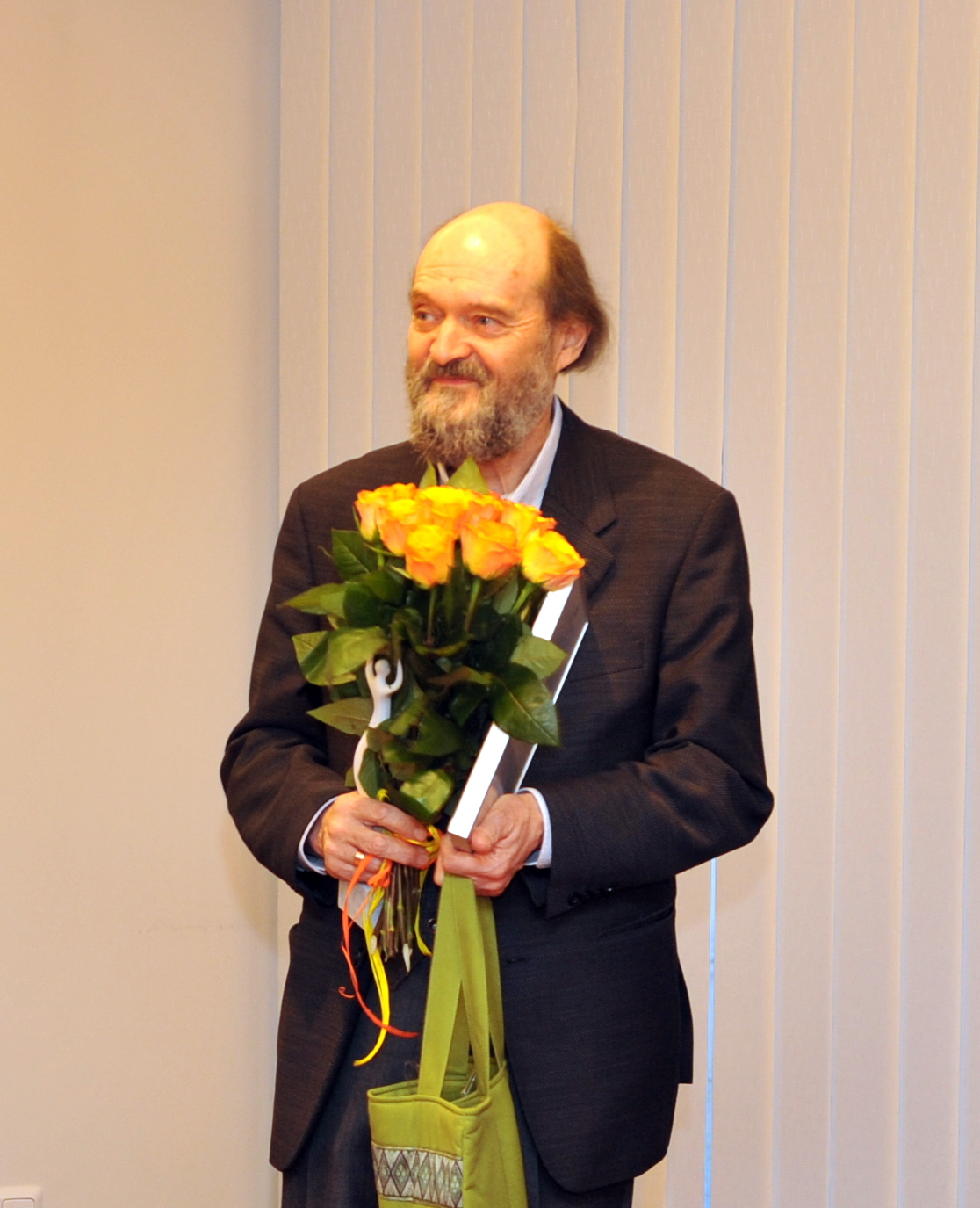
Arvo Pärt
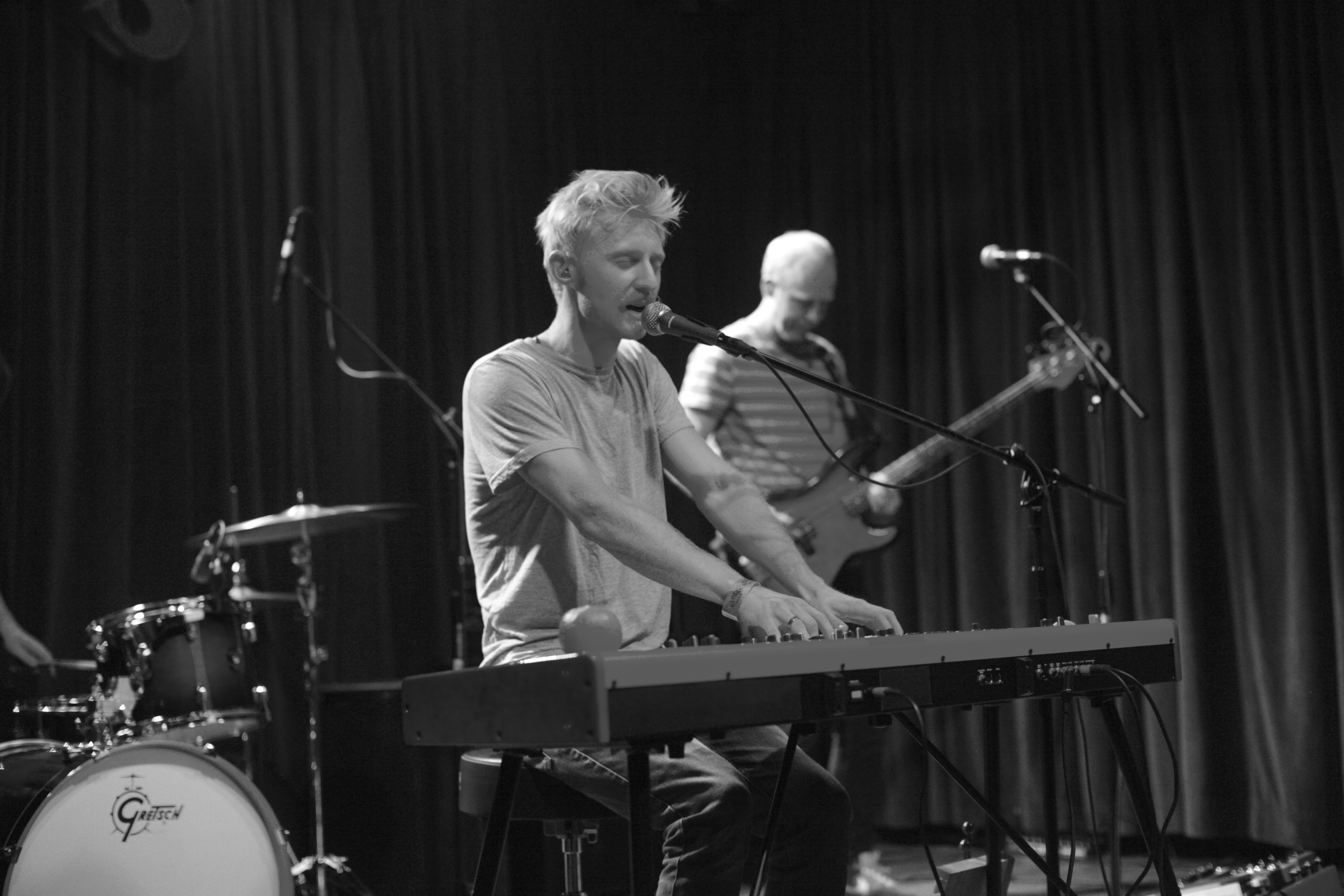
Ewert and the Two Dragons
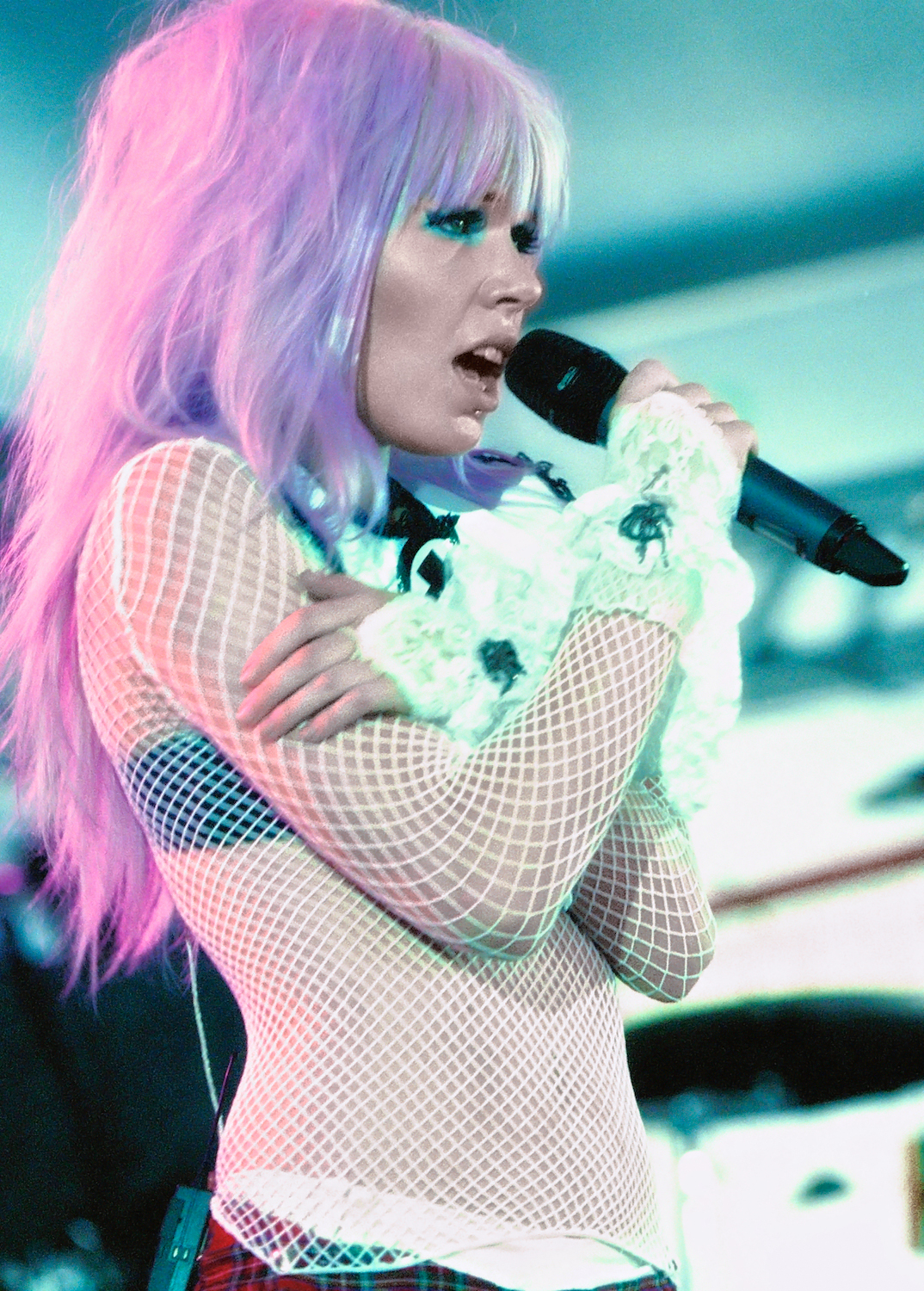
Kerli

## Teatro
Existem dois grandes teatros na Estónia: o teatro Estónia, em Talin, fundado em 1865, e o teatro Vanemuine, em Tartu, fundado em 1883. Em ambos, todos os registos são abordados.

## Feriado
| Data              | Nome em português              | Nome local           | Observações |
| ----------------- | ------------------------------ | -------------------- | ----------- |
| 1 de janeiro      | Ano Novo                       | Uusaasta             |             |
| 24 de fevereiro   | Dia da Independência           | Iseseisvuspäev       |             |
| Sexta-feira móvel | Sexta-Feira Santa              | Suur reede           |             |
| 1 de maio         | Dia do Trabalhador             | Kevadpüha            |             |
| 14 de junho       | Um dia nacional de comemoração | Leinapäev            |             |
| 23 de junho       | Dia da Vitória                 | Võidupüha            |             |
| 24 de junho       | Dia de São João                | Jaanipäev            |             |
| 20 de agosto      | Restauração                    | Taasiseseisvumispäev |             |
| 24 de dezembro    | Dia anterior ao Natal          | Jõululaupäev         |             |
| 25 de dezembro    | Natal                          | 1. jõulupüha         |             |
| 26 de dezembro    | dia a seguir ao natal          | 2. jõulupüha         |             |